# Michael Schofield
Michael Ross Schofield III (* 15. November 1990 in Orland Park, Illinois) ist ein ehemaliger US-amerikanischer American-Football-Spieler auf der Position des Guards. Er spielte in der National Football League (NFL) für die Denver Broncos, die Los Angeles Chargers, die Carolina Panthers, die Baltimore Ravens, die Chicago Bears und die Detroit Lions. Mit den Broncos gewann er den Super Bowl 50. Schofield ist seit Juli 2018 mit der Eishockeyspielerin Kendall Coyne Schofield verheiratet. 

## Frühe Jahre
Schofield ging in seiner Geburtsstadt Orland Park auf die Highschool. Später besuchte er die University of Michigan, wo er für das College-Football-Team auf der Position des Offensive Guard und des Offensive Tackle spielte.

## NFL

### Denver Broncos
Schofield wurde im NFL Draft 2014 in der dritten Runde an 95. Stelle von den Denver Broncos ausgewählt. Am 3. Juni 2014 unterschrieb er einen Vierjahresvertrag bei den Broncos. In seiner ersten Saison absolvierte er kein Spiel in der NFL. In seiner zweiten Saison avancierte er jedoch direkt zum Stammspieler. Mit den Broncos gewann er den Super Bowl 50 mit 24:10 gegen die Carolina Panthers, auch hier war er startender Spieler auf seiner Position. In der Saison 2016 absolvierte er zum ersten Mal alle 16 Saisonspiele (alle als Starter).
Am 2. September 2017 wurde Schofield von den Broncos entlassen.

### Los Angeles Chargers
Am 3. September 2017 übernahmen die Los Angeles Chargers Scholfields Vertrag für die restliche Saison 2017 durch das Waiver-System. Er kam 2017 in fünf Spielen als Right Tackle zum Einsatz und verlängerte seinen Vertrag anschließend um zwei Jahre. In den Spielzeiten 2018 und 2019 war er Starter auf der Position des Right Guards.

### Carolina Panthers
Zur Saison 2020 unterschrieb Schofield einen Einjahresvertrag bei den Carolina Panthers.

### Baltimore Ravens
Am 8. Juni 2021 nahmen die Baltimore Ravens Schofield unter Vertrag, entließen ihn aber noch vor Saisonbeginn am 30. August 2021.

### Rückkehr zu den Los Angeles Chargers
Vor dem zweiten Spieltag der Saison 2021 verpflichteten die Los Angeles Chargers Schofield zum zweiten Mal. Zuvor hatte sich Bryan Bulaga verletzt.

### Chicago Bears
Am 25. Juli 2022 nahmen die Chicago Bears Schofield unter Vertrag, entließen ihn aber am 30. August im Rahmen der Kaderverkleinerung auf 53 Spieler. Am 14. September nahmen sie ihn erneut unter Vertrag.

### Detroit Lions
Am 14. November 2023 nahmen die Detroit Lions Schofield in ihren Practice Squad auf.